# Parti démocrate du travail
Le Parti démocrate du travail (en italien, Partito Democratico del Lavoro)  est un ancien parti politique italien démocrate d'inspiration progressiste dont les principales personnalités étaient Ivanoe Bonomi, Meuccio Ruini, Mario Cevolotto, Luigi Gasparotto, Enrico Molè.

## Historique
Le premier noyau du Partito Democratico del Lavoro a vu le jour en avril 1943 sous le nom Democrazia del Lavoro (DL), et prévoyait comme base le Movimento di Ricostruzione qui s'était formé entre la fin de l'année 1942 et le début de 1943.
Les membres du parti rejoignent le Comitato di Liberazione Nazionale avec un petit groupe de notables préfascistes.
Le 13 juin 1944 le DL prend le nom dea Partito Democratico del Lavoro mais n'obtient pas l'adhésion populaire escomptée et son existence est brève.
En 1946 le DL participe aux élections pour  l' Assemblea Costituente du 2 juin avec ses propres listes, obtenant le 0,2% des votes ainsi que dans le cadre de la coalition Unione Democratica Nazionale, obtenant l'élection de 9 députés.
L'échec de la consultation électorale provoque d'abord le déclin et ensuite la disparition du parti.
Les « pères fondateurs » Bonomi et Ruini préfèrent s'inscrire au groupe mixte proche de la classe dirigeante socialdémocratique avec laquelle ils partagent les idées culturelles laïques et réformistes ; les autres députés forment un groupe parlementaire grâce à l'apport d'Alessandro Scotti du Partito dei Contadini d'Italia (Parti des paysans d'Italie)
La dissolution de l'Assemblée Constituante coïncide avec celle du parti et les huit députés restants se séparent : deux s'associent au groupe progressiste affilié au PCI, trois au PSI, un au PLI, un reste indépendant et un se retire de la vie politique.

## Congrès
- Ier Congrès : Rome 25-26 janvier 1948

## Résultats électoraux
- 9 sur 556, élections politiques de 1946 (Chambre Constituante): Enrico Molè, Giovanni Persico, Costantino Preziosi, Guido Basile, Carlo Bassano, Mario Cevolotto, Luigi Gasparotto, Virgilio Nasi, Rosario Pasqualino Vassallo[1].

## Source de la traduction
- (it) Cet article est partiellement ou en totalité issu de l’article de Wikipédia en italien intitulé « Partito Democratico del Lavoro » (voir la liste des auteurs).